# Pletiu Sobirà
El Pletiu Sobirà és un pletiu del terme municipal de Conca de Dalt, a l'antic terme d'Hortoneda de la Conca, al vessant septentrional de la Serra de Boumort.
El lloc és al vessant nord-occidental de la carena superior de la Serra de Boumort, al lloc on la Serra de Palles s'uneix a la de Boumort. Constitueix el marge meridional de la Coma d'Orient. Hi passa l'única pista de muntanya que permet l'aproximació -i el tomb- al Boumort.
Hi neix la llau de l'Obaga de Sacoberta, que davalla cap a ponent